# Portoscuso
Portoscuso (sardinsky: Portescùsi) je italská obec (comune) v provincii Sud Sardegna v regionu Sardinie. Nachází se ve výšce 6 metrů nad mořem a má přibližně 4 800 obyvatel. Rozloha obce je 38,09 km².